# БЖ-Арт
Всеукраинский творческий Союз художников «БЖ-АРТ» — сообщество молодых украинских художников.

## История
Объединение художников «БЖ-АРТ» основано в 1993 году с целью поддержки творческих инициатив и культурного разнообразия как неформальное сообщество молодых украинских художников, которые подавляющим большинством учились в Национальной академии изобразительного искусства и архитектуры. Объединение формировалось на принципах солидарности, взаимовыручки и общих взглядов на искусство. В 1994 году объединение создало первый на Украине художественный сквот «БЖ» вроде парижского «Улья». Сквот получил название от сокращения адреса дома: г. Киев, Большая Житомирская улица, 25, который временно был переоборудован под творческие мастерские, выставочные залы и музыкальные площадки.
Художественные инициативы сквот распространялись на молодых художников, творческие группы и культуре ячейки. Под крышей сквот работало (творило) около 150 художников из всех районов Украины, а также из Грузии, Армении, Польши, Молдавии, России, Ирана, Афганистана, Франции, Германии и др. Проводились всеукраинские и международные выставки, акции, пленэры.
Особое внимание уделялось инновационным проектам. Так в Киеве проектами «Видео-инсталляция» — куратор Марек Василевский (заведующий кафедрой установки Краковской Академии искусств) и «Украинские видео-арт» — куратор Надежда Пригодич, впервые было заявлено видео-арт, как отдельный вид искусства. Основан первый неформальный фестиваль кинетической инсталляции «Весенний ветер» — кураторы Андрей Блудов и Алексей Малых.
Признанные художественным сообществом хрестоматийными и изучаются в художественных школах инициированные «БП» выставки-инсталляции за участие художников объединения:
- «Сферография. Сферограмма» — проект Николая Журавля,
- «Победа» — перформанс группы художников украинского андеграунда,
- «Иммануил» — перформанс Бадри Губианури,
- «Ночь открытых дверей» — проект художников организации,
- «Сок папоротника (Ночь на Ивана Купала)» — проект боди-арт художников организации,
- «Пасека» — проект Николая Журавля, живопись, инсталляция, скульптура и другие.

## Достижения
Организация неоднократно занимала первое место в арт-рейтингах «Лучшее творческое объединение Украины», а в 1998 году на II Международном Арт-фестивале выставочная площадка «БП» была признана «Лучшей галереей года» и отмечена «Золотым сечением». Развитие коммуникаций, сотрудничество и партнерство с государственными и частными институтами требовал структурных изменений в управлении объединением, которое с 1997 года получило статус юридического лица / общественной организации — "Киевская организация художников «БЖ-АРТ». Но неизменными остаются принципы и основы объединения.

## Задачи
Среди приоритетов — поддержка художественных инициатив на местном уровне, их развитие на национальном и международном культурном пространстве.
Влияние организации на творческую среду вступил национального значения и дал основания организации в 2006 году получить статус «Всеукраинского творческого союза художников» «БЖ-АРТ», что отразилось на возможностях организации. Союз приобрела права номинировать художников на Национальную премию имени Тараса Шевченко.

## Творческие мероприятия
Союз оказывает поддержку местным творческим организациям при проведении творческих мероприятий таких как:
— «Могрица» — фестиваль ленд-арта, Сумщина,
— «Аппликация духа» — фестиваль ленд-арта, Сумщина и др.,
— «Carte blanche» — мастер-классы художников организации в детских домах Черниговщины,
— «Волошинский сентябрь» — художественный пленэр художников организации, АР Крым.
Союз непосредственно участвует в управлении проектами, обеспечивая администрирования и организации.